# Centro Olimpico Matteo Pellicone
Il Centro Olimpico Matteo Pellicone, noto per metonimia come PalaPellicone o PalaFIJLKAM, è un impianto sportivo coperto di Roma che sorge a Ostia nel quartiere Lido di Castel Fusano.
Di proprietà dell'ente comunale Roma Capitale, l'impianto è affidato alla Federazione Italiana Judo Lotta Karate Arti Marziali (FIJLKAM), che lo utilizza come centro tecnico federale.

## Storia
Il 18 marzo 1986 il comune di Roma concesse alla Federazione Italiana Lotta Pesi Judo (FILPJ) un'area di circa 16000 metri quadrati a ridosso della pineta di Castel Fusano, nei pressi della stazione di Castel Fusano della ferrovia Roma-Lido, per realizzare un ampio impianto sportivo che comprendesse anche un'arena coperta. Il palazzetto, progettato dall'ingegnere Renato Papagni, fu inaugurato il 25 aprile 1990 e nell'ottobre dello steso anno ospitò il Campionato mondiale di lotta greco-romana.
Nel 1992 fu completato il secondo lotto, comprendente quattro palestre (per judo, lotta, sale pesi e muscolazione), gli alloggi per gli atleti, il centro medico e l'edificio degli uffici federali con aula magna e ristorante, mentre nel 2012 fu completato il terzo lotto comprensivo di una ristrutturazione dell'impianto. Il 27 novembre 2012 è stato inaugurato il Museo degli sport di combattimento, progettato dall'architetto Livio Toschi, con l'allestimento delle mostre Lo Sport e Il Mito. Il progetto del museo, redatto e approvato dalla FIJLKAM nel 1999, ha vinto nel 2006 un apposito concorso bandito dal Dipartimento per lo spettacolo e lo sport del Ministero per i beni e le attività culturali classificandosi al primo posto tra i 139 concorrenti.
La struttura è stata successivamente dedicata a Matteo Pellicone, Presidente della federazione per 31 anni dal 1981 al 2012, al quale è stato dedicato un monumento scultoreo, realizzato da Italo Celli e inaugurato nel 2016.

## Strutture
Il centro olimpico comprende le seguenti strutture sportive:
- il PalaPellicone (o PalaFIJLKAM), un'arena coperta con una capacità di circa 1400 posti a sedere; il palazzetto è contraddistinto dalla peculiare forma di un cappello da samurai;
- cinque palestre di allenamento per judo, lotta, karate, sollevamento pesi e muscolazione con spogliatoi e sauna;
- un campo sportivo polivalente;
- un centro medico con tre sale per la fisioterapia.

Una porzione del centro olimpico comprende la sede della Federazione Italiana Judo Lotta Karate Arti Marziali (FIJLKAM) con sale riunioni e conferenze, bar e mensa/ristorante oltre che un'aula magna da 124 posti a sedere con tre cabine per la traduzione simultanea. L'impianto è dotato inoltre di foresterie con 55 stanze doppie, quattro stanze matrimoniali, cinque stanze singole, tre suite e tre mini-appartamenti.
Il complesso ospita inoltre il Museo degli sport di combattimento (MuSC), inaugurato il 27 novembre 2012, che con una superficie complessiva di 1000 metri quadrati (dei quali 650 al coperto) comprende una biblioteca e una hall of fame. Il museo si articola su due piani e comprende:
- la sala Monticelli, dedicata al fondator della FIJLKAM Luigi Monticelli Obizzi, che ospita coppe, medaglie, francobolli, libri e documenti vari, tra cui la collezione di medaglie di Marino Ercolani Casadei;
- la sala panoramica, che comprende un plastico del centro olimpico (220×360 centimetri) e alcune opere d'arte donate al museo;
- il salone centrale, attrezzato per le esposizioni temporanee.

## Trasporti
Il centro olimpico è adiacente alla stazione di Castel Fusano della ferrovia Roma-Lido ed è raggiungibile anche tramite alcune linee autobus urbane gestite da ATAC.
- |  | È raggiungibile dalla stazione Castel Fusano. |
- Fermata linee autobus urbane